# Melih Kotanca
Melih Kotanca (* 1915 in Karesi; † 8. Juni 1986 in Istanbul) war ein türkischer Fußballspieler und Leichtathlet.

## Sportlerkarriere
Begonnen hat er seine Fußballkarriere in Balıkesir und wurde 1935 damals zu der Zeit zu den stärkesten Klubs „Ateş-Güneş“ (Gründung: 1933 und Auflösung: 1938) transferiert. Hier hatte er als Torschütze in den Meisterschaften der İstanbul Futbol Ligi der Spielzeit 1937/38 und in der Millî Küme der Spielzeit 1938 eine große Rolle gespielt mit seinen Toren.
Nachdem sich der Klub „Ateş-Güneş“ Ende der Saison aufgelöst hatte, wurde Melih Kotanca von Fenerbahçe verpflichtet.
Er bestritt von 1939 bis 1947 184 Spiele für Fenerbahçe und erzielte 214 Tore. Kotanca gewann bei Fenerbahçe die „İstanbul-Ligi“-, „Millî-Küme“-, „Türkiye-Şampiyonası“-Meisterschaften und die „Başbakanlık-Kupası“-, „İstanbul-Şildi“- und „Istanbul-Kupası“-Pokalwettbewerbe.
Aufgrund des Zweiten Weltkrieges hatte er keine Gelegenheit, ein Spiel für die Türkische Fußballnationalmannschaft zu bestreiten.
Seine Sehnsucht nach der Nationalmannschaft konnte er sich erfüllen, indem er als türkischer Athlet auflief und große Erfolge feierte. 1936 begann er beim „Ateş-Güneş“ Klub mit seiner Leichtathletikkarriere und bestritt 100-m-, 200-m-, 400-m-Läufe, 400-m-Hürdenlauf, Speerwurf, den Modernen Fünfkampf (Pentathlon) und Zehnkampf (Dekathlon). Im selben Jahr wurde er für die Leichtathletik-Nationalmannschaft der Türkei nominiert und gewann in der Balkan Meisterschaft im 400-m-Lauf die Goldmedaille.
Seine Erfolge in der Leichtathletik hat er bei dem immer noch größten Sportklub der Türkei Fenerbahçe SK weitergeführt und außerdem eine große Rolle bei den weiteren Leichtathletik-Meisterschaften „Istanbul Kupası“ und „Gül Kupası“ gespielt. 1940 gewann Kotanca im 200- und 400-Meter-Lauf der Balkan-Meisterschaften zwei Goldmedaillen für die Leichtathletik-Nationalmannschaft der Türkei. Des Weiteren lief er bei den gleichen Meisterschaften im 4 × 100-m-Staffellauf als letzter Athlet auf und überholte seinen Konkurrenten aus Griechenland, der 15 Meter vor Kotanca war, 1 Meter vor der Ziellinie und gewann auch hier nochmal Gold für die Leichtathletik-Nationalmannschaft der Türkei.
Nachdem Melih Kotanca bei den Leichtathletik-Meisterschaften „Gül Kupası“ am Morgen 3 Goldmedaillen unter dem Sportklub „Fenerbahçe“ gewonnen hatte, spielte er anschließend noch am Nachmittag gegen den türkischen Fußballklub „Vefa Spor Kulübü“ und erzielte ein drei Tore. Außerdem hat Kotanca beim 14:0-Sieg gegen den Fußballklub „Topkapıspor“ am 25. Februar 1940, wo er acht Tore erzielte, die Auszeichnung „die meisten Tore eines Fenerbahçe-Fußballspielers in einem Spiel“ erhalten und diese teilt er sich gemeinsam mit Zeki Rıza Sporel.

## Erfolge
- Fußball
  - Güneş SK (1935–1938)
    - İstanbul Futbol Ligi: 1937/38
    - Millî Küme: 1938

  - Fenerbahçe SK (1939–1947)
    - Mannschaft
      - 1 × İstanbul Şildi (Istanbul-Shield): 1938/39
      - 3 × Millî Küme: 1943, 1945, 1946
      - 3 × İstanbul Futbol Ligi: 1943/44, 1946/47, 1947/48
      - 1 × Türkiye Futbol Şampiyonası: 1944
      - 1 × Istanbul Kupası: 1944/45
      - 2 × Başbakanlık Kupası: 1945, 1946

    - Individuell
      - 3 × Torschützenkönig der Millî Küme: 1940, 1945, 1946[5]
      - 1 × Torschützenkönig der İstanbul Futbol Ligi: 1941/42[6]